# Velbert
Velbert (pronunciación en alemán: /ˈfɛlbɐt/ⓘ) es un municipio de Alemania del Distrito de Mettmann, región administrativa de Düsseldorf, estado de Renania del Norte-Westfalia.

## Geografía
Velbert se encuentra en las colinas de 'Niederberg', parte de la región de Berg, aproximadamente a 20 kilómetros al noreste de la ciudad de Düsseldorf y a 12 kilómetros al noroeste de Wuppertal en el lado izquierdo del río Ruhr.
Velbert se encuentra en la parte central de la región de Niederberg, que constituye la zona más alta de la misma. Su altitud media es de alrededor de 230 metros sobre el nivel del mar; su punto más alto, a 303 metros, es el Hordt-Berg, y su nivel más bajo, en torno a los 80 metros, se encuentra en Nierenhof am Deilbach. El punto más alto de la localidad está  a 263 metros sobre el nivel del mar, en la esquina entre  las calles Friedrichstraße y Langenberger Straße.

## Administración
El municipio de Velbert es el resultado de la fusión producida en 1975 entre las poblaciones de Velbert, Neviges y Langenberg, como parte de la reforma administrativa que se llevó a cabo en los gobiernos municipales de Renania del Norte-Westfalia.